# باب منزلق (تحصين)

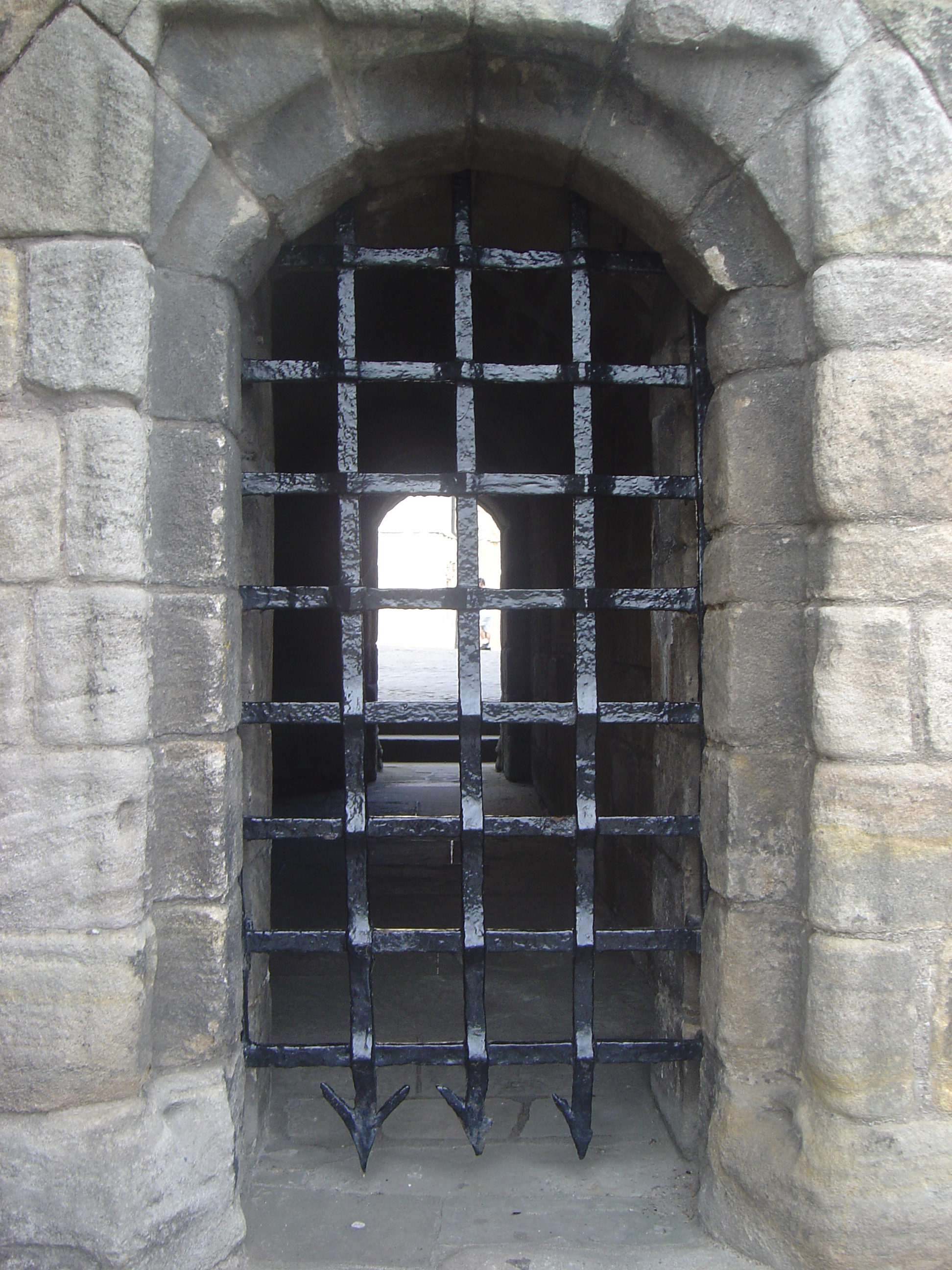
باب منزلق

 البَابُ المُنْزَلِق أو الباب الزلّاق أو شَعْرِيَّةُ التَحْصِين باب في الحصن من خشب أو حديد مذنب الأطراف من أسفله، ينزلق إلى أسفل في مجريين بكتفي المدخل، وذلك لتعويق العدو عند اقتحام الحصن.يحتمل أن يكون العرب قد أخذوه عن الروم ثم نقله الإفرنج بدورهم إلى بلادهم.

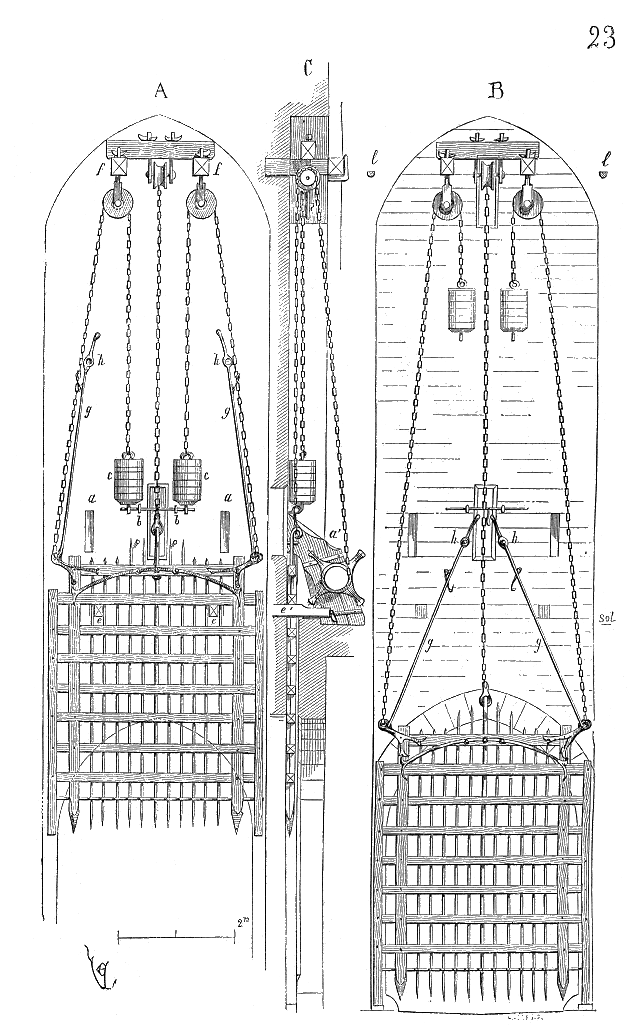
نموذج للباب المنزلق